# Joan Perelló i Pou
Joan Perelló i Pou, nascut a Santa Maria del Camí (Mallorca) el 30 d'abril de 1870, va ser preconitzat com a bisbe el 20 de Juny de 1927. Va ser Bisbe de Vic entre els anys 1927 i 1955
Cursà estudis al seminari de Mallorca i el 1890 ingressà a la congregació de missioners dels Sagrats Cors, fundada feia poc. S'ordenà el 1894 i amplià estudis a Roma. Entre el 1909 i el 1927 fou el segon superior general de la seva congregació i professor d'ètica i moral del seminari de Mallorca a partir del 1910. Tingué també diferents càrrecs a la cúria diocesana de Mallorca fins que fou nomenat bisbe de Vic. Edificà el nou seminari diocesà i donà un gran impuls a l'obra restauradora de la diòcesi després del 1940. La seva obra fou eminentment pietista i es mantingué molt al marge de l'evolució del país.